# Atifete Jahjaga

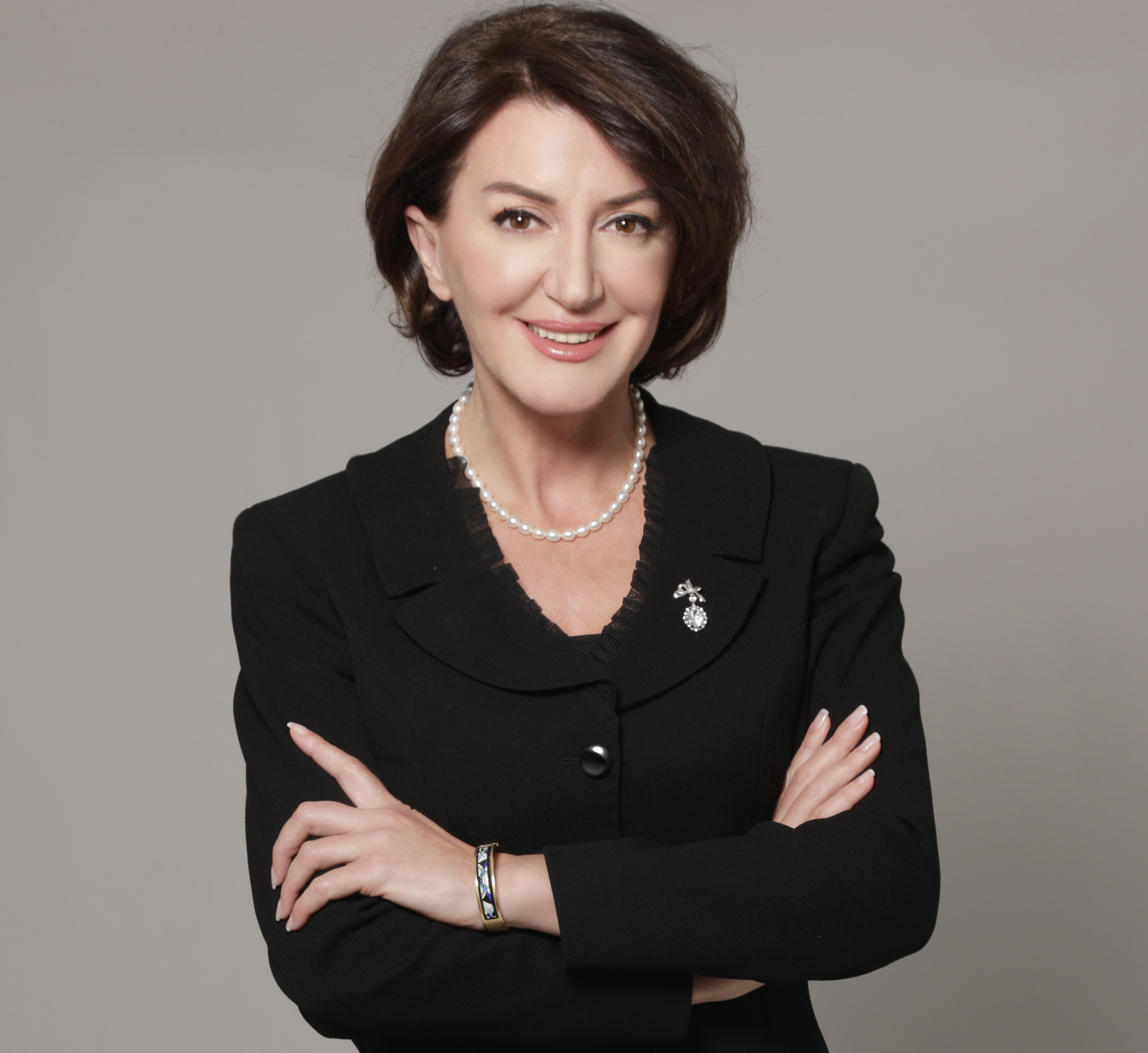
Atifete Jahjaga (2019)

Atifete Jahjaga [atɪf'e:tɛ jahj'a:ga] (* 20. April 1975 in Raškoc bei Đakovica, SFR Jugoslawien, heute Kosovo) war von 2011 bis Anfang April 2016 Präsidentin der Republik Kosovo. Sie war die erste Frau, die erste parteilose Kandidatin und die erste und bis heute einzige Person in diesem Amt, die die fünfjährige Amtszeit zu Ende führte.

## Leben

### Ausbildung
Jahjaga wurde im Dorf Rashkoc nahe Gjakova geboren. Die Grundschule und das Gymnasium absolvierte sie in Pristina. An der Universität Prishtina studierte sie bis ins Jahr 2000 Rechtswissenschaften. 2007 diplomierte sie an der University of Virginia in den kriminologischen Wissenschaften. Von 2007 bis 2008 vertiefte sie ihre Kenntnisse im Strafrecht und Polizeimanagement an der University of Leicester in Großbritannien. Auch Lehrgänge im Europäischen Zentrum für Sicherheitsstudien „George C. Marshall“ und an der FBI National Academy gehören zu Jahjagas Ausbildung.
2012 lebte Jahjaga in einer Wohnung in Pristina. Ebenfalls 2012 heiratete sie den Zahnarzt Astrit Kuçi.

### Stellvertretende Polizeipräsidentin
Atifete Jahjaga bekleidete verschiedene Polizeiämter in der erst 1999 gegründeten Polizei des Kosovo. So war sie zeitweise Polizeibeamtin, regionale Polizeichefin und Mitglied im Generalstab. Im Februar 2009 wurde sie schließlich zur stellvertretenden Polizeipräsidentin erhoben. Diese Aufgabe hatte sie bis zu ihrer Wahl zur Staatspräsidentin am 7. April 2011 inne.

### Parlamentswahl zur Präsidentin der Republik
Am 6. April 2011 wurde sie von der PDK, der LDR, der AKR und dem Botschafter der Vereinigten Staaten in Pristina, Christopher Dell, für das Amt des Präsidenten vorgeschlagen. Sie erhielt bei der Abstimmung im Parlament der Republik Kosovo am 7. April 2011 in der ersten Wahlrunde 80 von 100 Stimmen. Zehn Stimmen gingen an ihre Gegenkandidatin Suzana Novobërdaliu und zehn weitere waren ungültig. An der Wahl nicht teilgenommen hatte die oppositionelle Partei Vetëvendosje!.

„Ich will die Vertreterin einer neuen Generation kosovarischer Politiker sein, die bereit sind, auf den Erfolgen unserer Vorgänger aufzubauen, um dieses Land und sein Volk vorwärts ins 21. Jahrhundert zu führen.“

### Anliegen und Rolle in der Politik

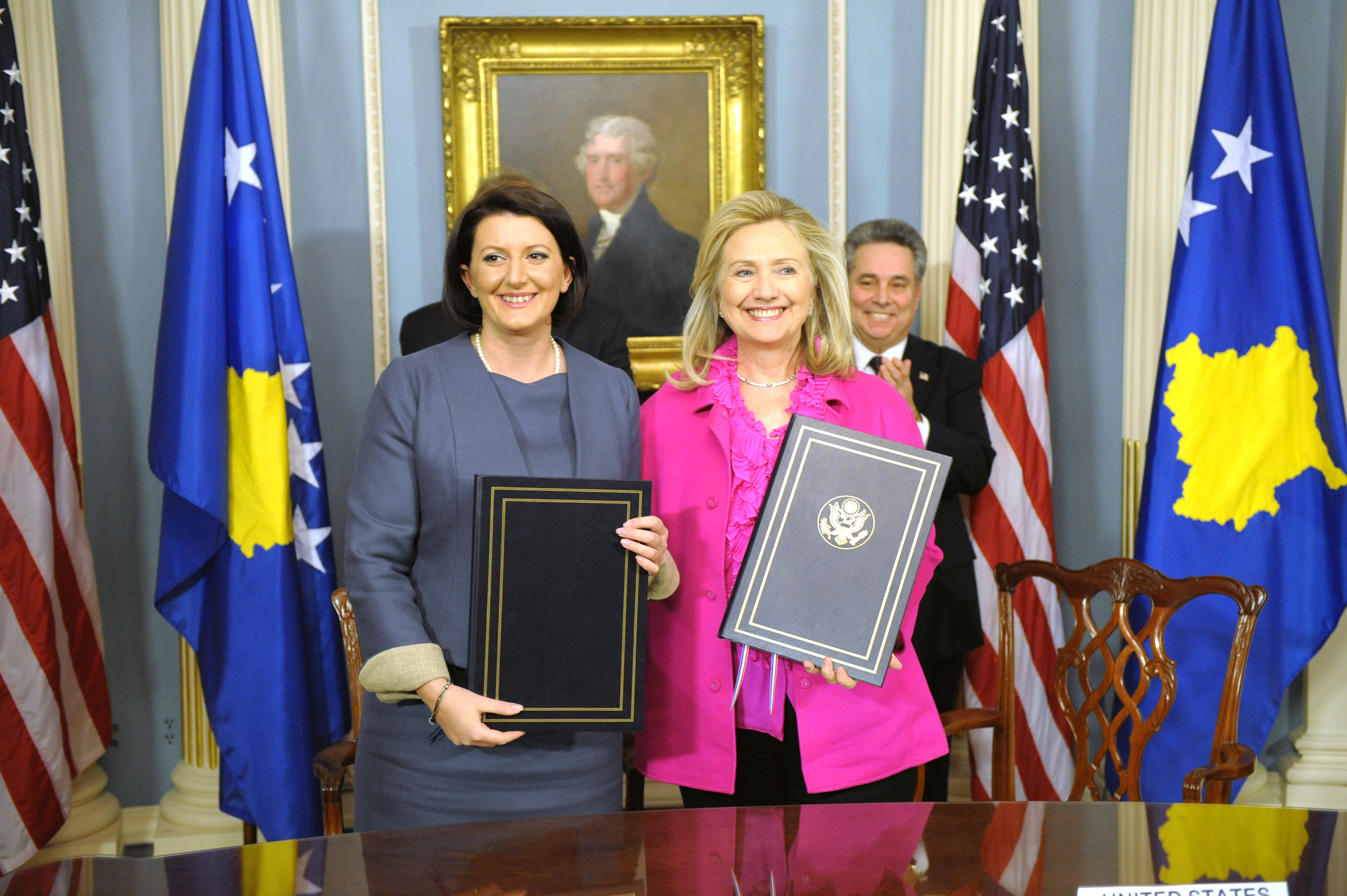
Jahjaga 2011 bei einem Besuch in Washington, D.C. mit der damaligen US-amerikanischen Außenministerin Hillary Clinton

Jahjaga galt als Verbündete der Vereinigten Staaten und der Europäischen Union. Sie strebte einen Beitritt des Kosovos zu EU und NATO an. Wichtigstes Anliegen war die relativ junge Bevölkerung des Landes. So förderte sie den Studentenaustausch mit anderen Ländern und forderte die Abschaffung der Visumspflicht für Kosovaren. Bei der Bekämpfung der hohen Arbeitslosigkeit zählte sie auf die Unterstützung der USA und der EU. Auch Edita Tahiri, die stellvertretende Ministerpräsidentin, war eine bedeutende Stütze, da sie mitunter für die Außenpolitik zuständig war.